# Comedy Central Family
Comedy Central Family ist ein Ableger des US-Senders Comedy Central sowie ein Schwesterprogramm von Comedy Central Nederland, von Comedy Central Polska und Comedy Central Hungary. Aktuell gibt es nur noch in Ungarn CC Family. Zunächst sollte der niederländische Sender am 1. September 2008 starten. Dies verzögerte sich aber um einen Monat, sodass der Sender am 1. Oktober 2008 auf der digitalen Plattform des niederländischen Kabelanbieters Ziggo startete und seitdem rund um die Uhr sendete. Während Comedy Central Family Polen zum 21. Februar 2011 das neue Logo erhielt, bekam Comedy Central Family Niederlande dieses erst zum 1. November 2011. Der niederländische Sender wurde am 31. Mai 2018 eingestellt.

## Sendungen
- Becker
- Dead Like Me – So gut wie tot
- Der Prinz von Bel Air
- Frasier
- Meine wilden Töchter
- Scrubs – Die Anfänger
- Verrückt nach dir

## Logos

Logo von Comedy Central Family Nederland bis zum 31. Oktober 2011
Logo von Comedy Central Family Nederland ab dem 1. November 2011
Logo von Comedy Central Family Polska bis zum 12. Juni 2012
Logo von Comedy Central Family Polska ab dem 12. Juni 2012
Logo von Comedy Central Family ab 2019